# Super Monkey Ball (jeu vidéo)
Pour la version N-Gage, voir Super Monkey Ball Jr..
Super Monkey Ball est un party game développé par Amusement Vision et édité par Sega, sorti en 2001 sur borne d'arcade sous le titre Monkey Ball, puis adapté en 2002 sur GameCube. Le jeu devait initialement sortir sur Dreamcast.

## Système de jeu
Dans Super Monkey Ball, le joueur doit bouger une plate-forme pour faire rouler une balle (contenant un singe) jusqu'à un but précis en évitant les obstacles. Le joueur peut débloquer des mini-jeux : le bowling, le billard ou le golf, jouables en multijoueur.

## Accueil
- Jeuxvideo.com : 15/20[2]